# 데라우치 마사타케

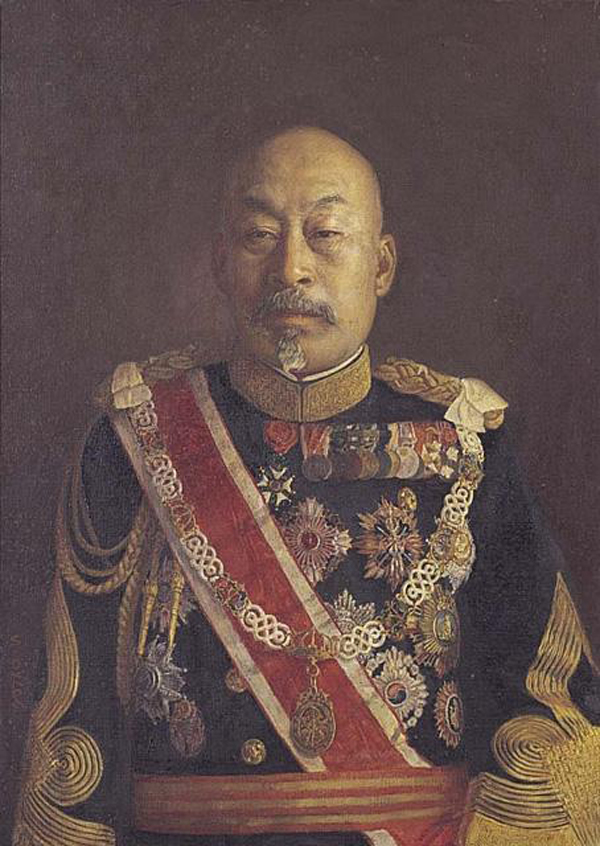
오카다 사부로스케 후데 『데라우치 마사타케 초상화』

데라우치 마사타케(일본어: 寺内正毅, 가에이 5년(1852년) 2월 24일 ~ 다이쇼 8년(1919년) 11월 3일)는 일본 제국의 육군 군인, 정치인, 외교관으로 작위는 백작이다. 제18대 내각총리대신을 지냈다. 1910년 5월부터는 제3대 한국통감이었고, 한일합병 이후부터 1916년 10월 14일까지 초대 조선총독이었다. 호는 오보(桜圃) 또는 로안(魯庵)이다. 빌리켄 재상(Billiken 宰相)이라고도 불렸다.
메이지 유신 시대에 군인으로 임관한 뒤 보신 전쟁과 세이난 전쟁에 출정하였다. 1882년 프랑스 주재무관이 되고, 일본 육군사관학교 교장을 거쳐 1898년 일본 육군교육 총감을 지냈다. 1900년대 초에는 남만주 철도 설립위원장을 맡았다. 1902년 3월 국방부 육군담당 대신이 되었으며, 러일 전쟁에 참전한 공로로 자작이 되고 육군 대장까지 승진했다. 1910년 5월 제3대 한국통감으로 부임하여 한일합병을 성사시키고 초대 조선총독이 되었다. 1916년 총리대신이 되어 시베리아 전쟁 등 조선과 중국에서 일본의 권익 확대를 꾀하는 제국주의 정책을 펼쳤다.

## 생애

### 어린 시절
데라우치는 1852년 스오국 요시키군 히라카와촌에서 조슈 번사 우타다 마사스케(宇多田正輔)의 셋째 아들로서 태어났다. 후에 어머니의 친척인 데라우치 간에몬(寺内勘右衛門)의 양사자(養嗣子)가 되었다.

### 군 경력

#### 세이난 전쟁과 청일 전쟁
1868년, 어순대(御楯隊) 대원으로서 보신 전쟁에 종군하여 하코다테 고료카쿠에서 막부군과 싸웠고, 이후 메이지 유신으로 새롭게 창건된 일본 제국 육군의 소위로 임관하였고 다수의 실력을 인정받아 야마다 아키요시의 추천으로 고속승진하게 된다.
1877년, 중앙정계에서 밀려난 사이고 다카모리가 고향인 사쓰마에서 반란을 일으켜 벌어진 세이난 전쟁에서 참전하였으나, 다바루자카(田原坂) 전투에서 오른팔이 칼에 베여 부상당했다. 결국 이 부상으로 데라우치는 결국 오른쪽 팔이 평생 불구가 되었다. 그리하여 이후에는 야전보다는 주로 후방의 보직에서 일하게 되었다.
1882년 프랑스에 유학하는 간인노미야 고토히토 친왕의 수행원으로 프랑스에 주재무관으로 파견되었고, 이후 귀국하여 군의 주요 보직을 거치게 되었다. 여러 보직을 거쳐 1887년 일본 육군사관학교 교장을 역임하였고, 청일 전쟁이 발발하자 일본군의 병참의 총 책임을 맡은 운수통신사령관을 역임하였다. 그뒤 일본군 제1사단 참모장을 거쳐 일본군 사령부 제1국 국장을 지냈다.

#### 러일전쟁과 육군대신
1898년 육군 교육총감으로 임명되었는데, 이는 육군대신, 참모총장과 함께 육군의 3대 보직의 하나였다. 이어 일본 제국 육군 참모부 차장, 일본 육군대학 총장을 지냈다. 1900년 4월 25일 일본군 육군참모차장이 되었다. 1901년 제1차 가쓰라 다로 내각의 육군대신에 임명되었고, 러일 전쟁의 병참지원을 무난히 마쳐 이때 일본은 러일 전쟁에서 승리하였다.
1904년 3월 17일 다시 육군 교육총감에 임명되어 육군대신과 교육총감을 겸임하였다. 보신 전쟁, 세이난 전쟁, 청일 전쟁, 러일 전쟁 등에서의 공적으로 1907년 자작위를 수여 받았고 군에서는 대장으로 승진하였으며, 이후 일본의 만주지배를 위해 구상된 철도회사인 남만주 철도의 설립위원장을 맡았다. 1902년에는 제1차 가쓰라 내각의 육군대신에 임명되었다. 1908년 7월 14일 제1차 사이온지 내각과 제2차 가쓰라 내각이 들어서면서 육군대신에 유임(留任)되며 외무대신에 추가로 임명되었다. 육군대신에 임명되면서, 당시 외무대신 하야시 다다스 사임 후 외무대신 후임자가 없어 외무대신을 1개월간 겸직했다. 8월 27일에 고무라 주타로가 후임자로 결정되면서 외무대신직을 사퇴하였다. 여러 전쟁에 출정하였고 정치적 의사표현이 거의 없던 점 때문에 그는 야심이 없는 인물로 인정되어, 여러 대신들의 천거로 한국통감으로 내정된다.

### 한국통감과 조선총독 재직

#### 한국통감과 한일합병
데라우치는 제3대 한국통감에 임명되었고, 순종 대신 대한제국의 실권을 자신의 손으로 쥐었으며 이 때 한일병합을 주도하여 병합 후에는 초대 조선 총독에 임명되었다. 이후 1911년까지 육군대신과 조선총독을 겸하여 일본 본토와 한반도를 오갔다.
| “ | 통감(統監) 자작(子爵) 데라우치 마사타케〔寺內正毅〕의 유고(諭告)는 다음과 같다. 예성 문무 천황 폐하(叡聖文武天皇陛下)의 대명(大命)을 받들어 본관(本官)이 이번에 조선 통치의 임무를 인수함에 즈음하여 정무(政務)를 시행하는 강령을 제시하여 조선의 상하 민중에게 유고한다. 무릇 강역(疆域)이 상접하고 기쁨과 근심에 서로 의지하며 민정(民情) 또한 형제의 우의가 있어 서로 하나로 합쳐서 일체를 이룸은 자연의 이치요 반드시 이르는 형세이다. 이러므로 대일본국 천황 폐하는 조선의 안녕을 확실하게 보장하고 동양의 평화를 영원히 유지하는 것을 간절하게 생각하여 전 한국 원수(元首)의 희망에 응하여 그 통치권의 양여를 수락한 바이다. 지금부터 전 한국의 황제 폐하는 창덕궁 이왕 전하(李王殿下)라 칭하며 황태자(皇太子)는 왕세자(王世子)가 되고 후사(後嗣)가 길이 서로 전하여 계승하면서 만세 무궁할 것이다. 태황제 폐하(太皇帝陛下)는 덕수궁(德壽宮) 이태왕 전하(李太王殿下)라 칭하여 이에 황족의 예우를 내리고 그 급료가 풍후(豐厚)함은 황위에 있을 때와 차이가 없을 것이다. 조선 민중은 모두 제국의 신민이 되어 천황 폐하가 어루만져 기르는 교화를 입고 길이 깊고 두터운 인덕(仁德)의 혜택을 받을 것이다. 매우 충순하게 새 정치를 보좌한 현량(賢良)은 그 공로에 준하여 영예로운 작위를 수여하고, 또 은금(恩金)을 내리며 또 그 재능에 따라서 제국 관리나 혹은 중추원 의관(中樞院議官)의 반열에 세우고 혹은 중앙 또는 지방 관청의 직원에 등용케 하였다. 또 양반 유생 중에 기로(耆老)로서 능히 서민의 사표(師表)가 되는 자에게는 노인을 공경하는 은전을 베풀고, 효자와 절부(節婦) 중에 향당(鄕黨)의 모범이 되는 자에게는 포상(褒賞)을 내려서 그 덕행을 표창하게 하였다. 지난번 지방 관직에 있으면서 국세를 포흠(逋欠)낸 행위가 있는 자는 그 책임을 해제하여 특히 그 미감금(未勘金)의 완납을 일체 면제하였다. 또 종전의 법률을 위반한 자로서 그 범죄 성질이 특히 이해함직한 자에 대하여는 일률적으로 대사면(大赦免)의 특전을 베풀었다. 예컨대 지금 지방 민중은 적폐(積幣)의 남은 재앙을 받아들임으로써 실업하여 재산이 기울기도 하고, 우심(尤甚)한 경우에 있어서는 유리(流離)하여 기아(饑餓)에 허덕이는 자도 있으니, 민력(民力)의 휴양(休養)을 도모함을 급선무로 인정하여 융희(隆熙) 2년도 이전의 지세(地稅) 중에 아직 미납에 속한 것은 이를 면제하고, 융희 3년 이전의 대부(貸付)에 속한 사창곡(社倉穀)은 그 환납을 특별히 면제케 한다. 또 올 가을에 징수할 지세(地稅)는 특히 그 5분의 1을 경감하며 다시 나라의 탕금(帑金) 약 1,700만 원(圓)을 지출하여 이를 13도(道) 320여 부(府)와 군(郡)에 분배케 하여 사민(士民)의 생업, 교육의 보조와 아울러 흉년의 구제로 충용(充用)하게 한다. 이는 모두 고치어 시작하고 일신하는 때를 당하여 은혜로 위무하고 사랑으로 부양하는 뜻을 밝히게 하는 까닭이다. 그러나 국정의 이익과 은택을 받은 자는 그 분수에 상응하여 나라의 비용을 부담하는 것이 천하의 통칙(通則)이요. 고금동서(古今東西)가 모두 그러하지 않음이 없다. 그러므로 기필코 그간의 구휼의 본뜻을 능히 체득하여 혹 은혜를 아무렇지 않게 여기거나 봉공(奉公)의 마음을 잃지 말게 하는 것이 옳다. 무릇 정치의 요체는 생명과 재산의 안전을 도모함보다 급선무가 없다. 대개 식산(殖産)의 법과 흥업(興業)의 길은 이다음에 진작케 할 수 있다. 종래에 불순한 무리와 완악한 무리가 원근에 출몰하여 혹 인명을 죽이고 혹 재화를 약탈하며 혹 나라를 어지럽힐 계책을 기도하며 혹 소요를 일으키는 자가 있으니, 이 때문에 제국 군대는 각도(各道)의 요처에 주둔하여 유사시의 변란에 대비하고, 헌병경관(憲兵警官)은 서울과 지방에 널리 미쳐 오로지 치안에 종사하며, 또 각지에 법정을 열어 공평무사한 심판을 내리기에 힘씀은 본래 간흉을 징벌하고 사곡(邪曲)을 제거하기 위함이요, 결국은 국내 전반의 안녕과 질서를 유지하고 각 사람으로 하여금 그 울타리에 안주하여 그 생업을 영위하며 그 재산을 다스리게 하는 데에서 벗어나지 않게 함이다. 지금 조선의 지세(地勢)를 두루 관찰하건대, 남쪽 땅은 비옥하여 농상(農桑)에 적합하며 북쪽 땅은 대체로 광물이 풍부하고, 내륙의 하천과 외부의 바다는 또한 어개(魚介)가 많아 이익과 혜택을 남기는 수확물이 적지 않으니, 그 개발 방법이 타당하면 산업의 진작을 기대할 수 있다. 그런데 산업의 발달은 오로지 운수기관의 완성을 기다려야 하니, 이는 사업을 일으키는 계제가 된다. 이번에 통로(通路)를 13도 각지에 열며 철도를 경성(京城) 원산(元山) 및 삼남(三南) 지방에 신설하여 점차 전국토에 미치게 함에 이와 같이하여 큰 성공을 장래에 기하고 모두 개착부설(開鑿敷設)의 공역(工役)으로써 중민(衆民)에게 생업을 부여하면 그 궁핍을 구제하는 일조(一助)가 됨은 의심할 것이 없는 바이다. 조선 고래(古來)의 유폐(流弊)는 좋아함과 싫어함이 서로 거스르고 이익만을 위해 서로 싸우는데 있으니, 이 때문에 한 당이 득세하면 다른 정파를 홀연히 해치고, 한 정파가 세력을 거두면 다른 당을 번번이 넘어뜨리고자 하여 서로 필적하고 배척하는 것이 그 끝을 알 수 없다가 마침내 파산하고 망한 집안이 적지 않다. 이는 큰 해만 있고 작은 이익은 없으니 이후 당을 세우고 단체를 만들어 헛되이 경거망동을 일삼음과 같은 일이 없게 함이 옳다. 다만 정령(政令)이 충분히 아래에 미치지 않고 민의(民意)가 번번이 위에 도달하지 않아 위에서 억압하고 아래에서 원망하는 폐단을 빚는 것은 고금에 그 사례가 적지 않으니, 이 때문에 중추원(中樞院)의 규모를 확장하여 노성(老成)한 현량(賢良)을 망라해서 의관(議官)의 반열에 올리고 중요한 정무의 자문에 응하게 할 것이다. 또 각 도 및 각 부, 각 군에는 참여관(參與官) 또는 참사(參事)의 직을 설치하여 능사준재(能士俊材)를 등용하여 여기에 충원하고 언의(言議)를 구하며 헌책(獻策)을 들음으로써 정령과 민정(民情)이 서로 어긋남이 없게 하도록 기하라. 인생의 우환은 질병의 혹독함보다 더한 것이 없는데 종래 조선의 의술(醫術)은 어린아이 수준을 벗어나지 못함으로써 병고(病苦)를 구제하기에 부족하여 타고난 수명만을 온전히 하는 것이 가장 통탄스런 바이다. 지난번 경성(京城)에 중앙의원(中央醫院)을 개원하였고 또 전주(全州) 청주(淸州) 및 함흥(咸興)에 자혜 의원(慈惠醫院)을 설립한 이래로 백성이 그 은혜를 입은 자가 극히 많으나, 아직 전국에 보급되지 못한 것이 유감이므로 명령을 내려 다시 각 도에 자혜 의원을 증설케 하며 명의(名醫)를 두고 양약(良藥)을 구비하여 기사회생(起死回生)의 인술(仁術)을 널리 베풀게 하는 것이다. 돌아보건대, 인문(人文)의 발달은 후진 교육에 기다리지 않을 수 없는 일이다. 교육의 요체는 지덕(智德)을 연마하여 수신제가(修身齊家)에 바탕을 두는 것이지만, 제생(諸生)이 번번이 힘쓰기를 싫어하고 안일을 추구하며 헛되이 공리(空理)를 담론(談論) 하고 방만(放漫)에만 흘러 끝내 무위도식(無爲徒食)하는 백성이 되는 자가 왕왕 있으니, 지금부터 마땅히 그 폐단을 바로잡아 허세를 버리고 내실을 추구하며 나태하고 고루한 습성을 한꺼번에 씻어버리고 함양(涵養)하고 근검하는 아름다운 풍속에 노력하는 것이 옳다. 신앙과 종교의 자유는 여러 문명국가들이 모두 인정하는 바이다. 각자 숭배하는 교지(敎旨)에 의지하여 안심입명(安心立命)의 터전을 구함은 비록 그 하는 바이나 종파가 다름으로 하여 함부로 분쟁을 일삼으며 또 신앙 종교에 이름을 올려 정치를 묻고 의논하며 모반을 기도함은 곧 선량한 풍속을 더럽혀서 안녕을 방해하는 자로 인정하여 마땅히 법에 따라 처단하지 아니할 수 없다. 그러나 유불제교(儒佛諸敎)와 기독교를 불문하고 그 본 취지는 필경 인심세태(人心世態)를 개선함에 있으므로 진실로 정무를 시행하는 목적과 배치되지 않을 뿐만 아니라 도리어 가히 이를 도울 것을 의심하지 않으니, 이 때문에 각종 종교를 대함에 친소(親疎)한 생각을 조금도 갖지 않음은 물론 그 포교 전도에 대하여 적당한 보호와 편의를 부여함이 인색하지 않을 것이다. 본관이 이번에 성지(聖旨)를 받들어 이 땅에 부임한 것은 한결같이 치하(治下)의 생민의 안녕과 행복을 증진코자 하려는 것 외에 다른 생각이 없다. 이에 정성스럽게 따르기에 적합한 바를 유시하는 까닭이다. 함부로 망상을 다하여 정무를 시행하는 것을 방해하는 자가 있으면 결단코 용서하지 않을 것이다. 충성스런 몸가짐으로 삼가 법을 지키는 어진 선비와 순한 백성에 있어서는 반드시 황화(皇化)의 혜택을 입어 그 자손 또한 영구히 은혜를 입을 것이니, 그대들은 삼가 새로운 정치의 큰 계책을 받들어 진정 어긋남이 없게 할지어다. | ” |
|   | — 총독 취임사 |   |

데라우치는 조선 백성과 지식인층의 반발을 무마시키기 위해, 순종과 고종 등 조선의 옛 군주들과 이씨 왕가를 형식적으로 우대하는 정책을 폈다. 총독 취임 초 그는 조선인의 반항을 억누르기 위해 매우 강경한 정책(무단통치)를 펼쳤는데, 그 중 하나로 헌병이 경찰 임무를 맡게 하고 사소한 구실로 이른바 105인 사건을 일으켜 윤치호, 이승훈 등 조선의 많은 지식인을 체포하였다. 이러한 공적으로 1911년 4월 백작으로 승작되었다.

#### 조선총독

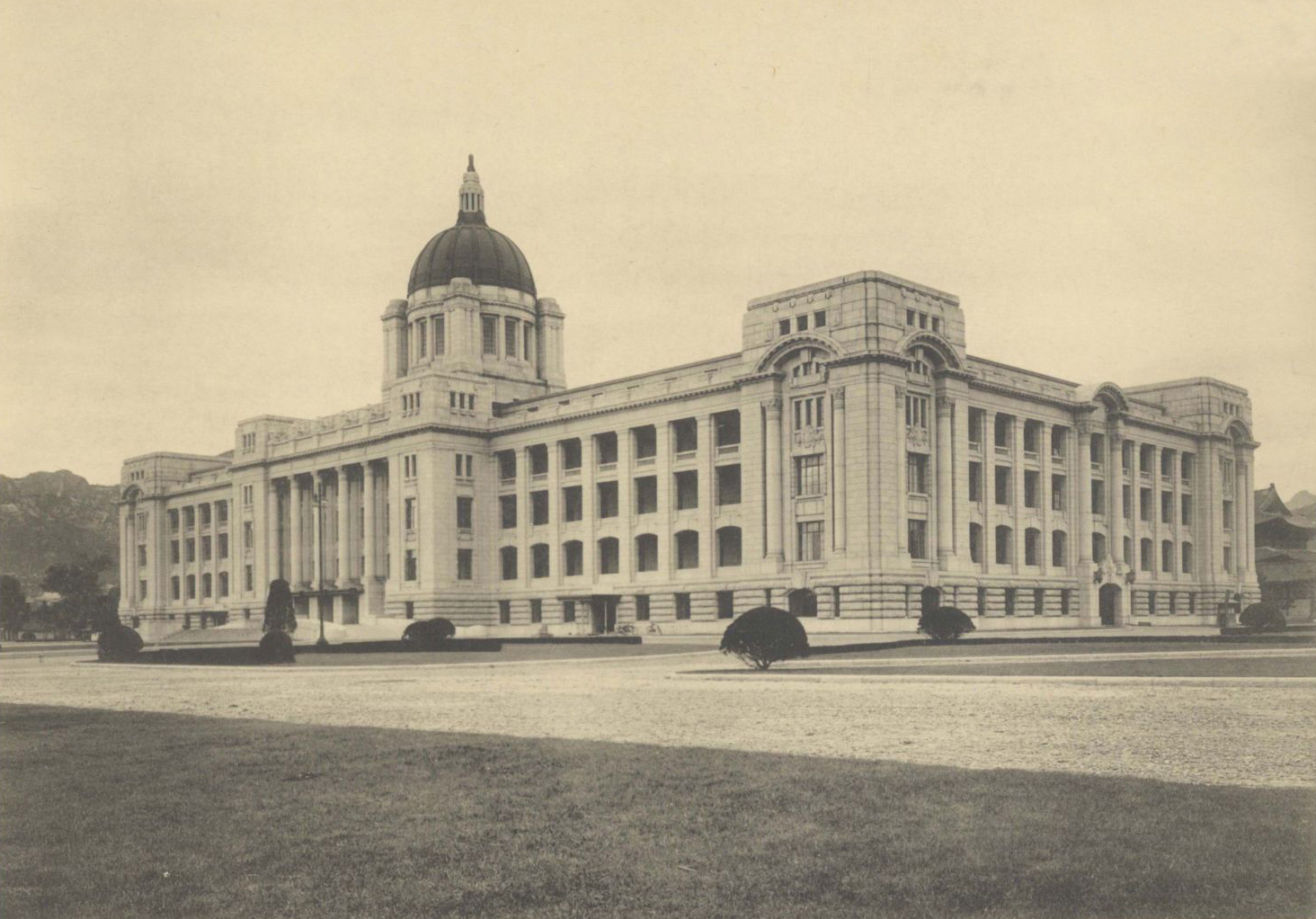
조선총독부

데라우치는 일본화 교육을 통해 조선민족을 이른바 "황국신민"으로 동화시키기 위해 많은 학교를 설립하였다. 이것은 조선인을 위함이 아니라 일본인의 식민통치를 효율적으로 하기 위한 것이었다. 데라우치는 헌병이 경찰역할 겸임하는 헌병 경찰 제도를 창시해 조선의 치안을 유지하였다. 이는 후에 무단 정치로 평가됐다.
데라우치는 토지조사사업을 통해 조선의 토지 소유 제도를 근대화시키려고 하였으나, 이는 마찬가지로 식민 통치를 효율적으로 하기 위한 목적이었다. 특히 기한 내에 신고되지 않거나 대대로 소유했으나 증명문서가 없던 많은 토지를 총독부가 몰수하여 동양척식주식회사에 넘겨 친일파나 일본인 지주들에게 헐값으로 불하하여, 기존의 지주와 소작인들에게 커다란 고통을 주고, 일본의 식민지배를 더욱 용이하게 하였다.
10월 16일 총독을 사임하고 10월 19일에는 내각총리대신에 취임하였다.

### 내각총리대신

#### 총리대신 초기
1916년 데라우치는 18대 수상에 취임하였고, 그해 6월 24일, 군에서는 육군 원수로 승진하였다. 그는 내각에서 대장성과 외무성의 대신을 겸임하였다. 그는 팽창주의적인 대외 정책을 폈는데, 제1차 세계대전이 발발하자 영일 동맹에 의거하여 독일에 선전포고를 하고, 독일이 조차하고 있던 산둥반도와 독일의 식민지였던 태평양의 섬들을 점령하였다.
1916년 10월 9일부터는 11월 모토노 이치로가 후임 외무대신이 임명되기 전까지 1개월 동안 외무상을 겸임하였으며, 후임 대장상도 낙점되지 못해 대장대신 직까지도 겸임하였다. 12월 16일 쇼다 가즈에(勝田主計)가 대장대신에 임명됨으로써 대장대신직에서 면직되었다.

#### 시베리아 원정 정책

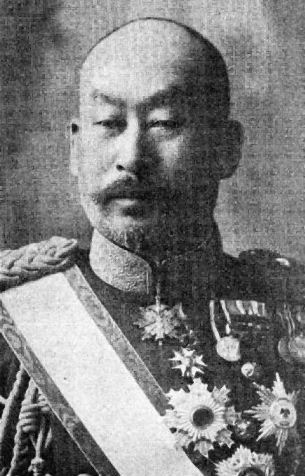
데라우치 마사타케

조선에서 무단 통치를 자행했던 데라우치는 총리가 되어서도 헌정을 무시하는 행위를 일삼아 ‘빌리켄’이라는 별명을 얻었다. 데라우치의 대머리가 빌리켄 인형과 비슷했고, ‘비입헌’(非笠憲)의 일본어 발음 ‘히릿켄’과도 비슷했기 때문이다.
1917년 러시아에서 공산 혁명이 발발하자 이에 개입하여 반혁명군을 지원하기 위해 시베리아에 원정군을 파견했다. 또한 니시하라 가메조를 통해 중국의 군벌 돤치루이에게 정부 자금 1억 2천7백만 엔을 차관 제공했다. 그리고 식민지 경영을 위해 내각에 척식국을 설치하고 외무성을 통한 정식 루트가 아니라 총리 독자 권한으로 외교 노선을 결정하는 체제를 만들었다. 시베리아 원정을 비판하는 목소리가 높아지자 데라우치는 신문 기사를 검열하고, 신문사를 탄압해 50개 이상의 신문이 판금 처분되었다.

### 해임과 최후
총리대신으로 재직 중 시베리아 출병을 감행하는 등 특히 한국과 중국에서 일본의 권익확대를 꾀하는 제국주의 정책을 수행했다. 그러나 미국의 공동 출병 요구로 인해 쌀값이 폭등하고, 철·석탄·종이 등 생필품도 매점매석으로 폭등했다. 그러던 중 1918년 8월 3일, 도야마현에서 인플레이션을 이기지 못한 민중들이 들고 일어났고, 이 쌀 폭동은 전국 1도 3부 38현으로 확산되었다. 데라우치는 군대를 출동시켜 진압했고, 전국적인 비난을 받았다. 결국 1918년 9월 29일 총리대신 직을 사퇴하게 된다.
그의 정치적 후견자이며 방패막이를 해주던 원로 야마가타 아리토모마저 데라우치를 버리자 결국 데라우치는 사임하였고, 사임한 지 1년만인 1919년 11월에 사망하였다. 그의 장남은 태평양 전쟁에서 일본군의 남방총군 사령관을 역임한 데라우치 히사이치이다.

### 사후
야마구치현청사 동북쪽 야산에 안장되었으며, 그의 묘소 주변에는 다른 묘소들이 들어섰고, 야산 앞에는 야마구치 현립 대학이 소재해 있다. 야산 입구에서 그의 묘소까지 석등이 여러 개 놓여 있다.
그가 죽자 그의 아들 히사이치가 백작위를 계승했다. 히사이치는 태평양 전쟁에서 일본군의 남방총군 사령관을 역임했으며 역시 육군 원수에까지 이르렀다. 데라우치 부자는 일본군 내에서 부자가 육군원수를 역임한 몇 안되는 케이스의 하나이다.

## 기타
그는 자신의 군인, 조선총독 활동 중의 기록을 일부 담은 비망록을 남겼다.

## 같이 보기
- 조선왕조의궤
- 105인 사건
- 암살 (2015년 영화)

## 참고 자료
- 윤대원, 《데라우치 마사다케 통감의 강제 병합 공작과 한국병합의 불법성》 (소명출판, 2011)
- 이선관, 《지구촌에 주인은 없다》 (살림터, 1997)
- 권태억, 《한국 근대사회와 문화 2》 (서울대학교출판부, 2005)